# Marie Neudorflová-Lachmanová
Marie Neudorflová-Lachmanová (* 5. května 1940, Malobratřice) je česká historička a politoložka.

## Život

### Vzdělání
Maturovala v Jičíně na Lepařově gymnáziu, historii vystudovala na Filosofické fakultě Univerzity Karlovy v Praze. V roce 1968 odešla do Kanady, kde na University of Alberta vystudovala politologii (M.A.) a historii (Ph.D.). Studiem se soustředila hlavně na období před r. 1914, hlavně na historické procesy demokratizace v Evropě. Svou M.A. práci věnovala demokratizačnímu procesu v Československu r. 1968 a Ph.D. práci České straně svobodomyslné (Mladočeši) v letech 1891–1897 v širokém politickém kontextu. Témata týkající se moderní evropské historie byla pak obsahem jejího působení na několika kanadských univerzitách.

### Působení
Ve svém výzkumu se začala zabývat českým ženským hnutím v 19. století jako obdivuhodně přínosným jevem k demokratizaci a úrovní českého národa, úspěšně překonávajícím nepříznivé politické a národnostní podmínky. Zároveň se začala hlouběji zabývat T. G. Masarykem a jeho politickým myšlením a praxí, zvláště jeho konceptem humanitní demokracie jako rozdílným od demokracie liberálně-demokratické. Odborný výzkum orientoval těmito směry.
Po r. 1989 se postupně vracela do České republiky přednášet na obě témata na FF UK v Praze i pro veřejnost.. V letech 2000 až 2011 pracovala v Masarykově ústavu Akademie věd ČR jako vědecká pracovnice, rok byla jeho ředitelkou. Zároveň přednášela na obě témata na FF UK, fakultě sociálních věd UK a na Univerzitě Jana Evangelisty Purkyně v Ústí nad Labem. Značnou pozornost věnovala popularizační, přednáškové a publikační práci.
Její vědecká publikační práce se týká historie českého hnutí, Masaryka a otázek souvisejících s problémy rozvíjení demokracie v současném světě. Její vědecké příspěvky na mezinárodních konferencích jsou uveřejněny v relevantních sbornících. Podobných problémů se týkají i novinové články a články na internetu. Byla rovněž aktivní členkou Masarykova demokratického hnutí.

### Publikace a přednášky
Ve své činnosti se soustředila na historii moderní Evropy a českým politickým dějinám 19. století, hlavně T. G. Masarykovi, věnuje se českému ženskému hnutí, vyjadřuje se též k událostem po Bílé Hoře.

## Dílo
- NEUDORFL, Marie. Masaryk's understanding of democracy before 1914. Pittsburgh: University of Pittsburgh Center for Russian and East European Studies, 1989. 51 s. (The Carl Beck Papers; sv. 708). (angličtina)
- NEUDORFLOVÁ-LACHMANOVÁ, Marie. Vývoj demokracie v západní evropské civilizaci. Praha: Učitelská unie, 1991. ISBN 80-900147-3-9.
- NEUDORFLOVÁ-LACHMANOVÁ, Marie. České ženy v 19. století: úsilí a sny, úspěchy i zklamání na cestě k emancipaci. Praha: JANUA, 1999. 446 s. ISBN 80-902622-2-8.
- NEUDORFLOVÁ-LACHMANOVÁ, Marie. T. G. Masaryk – politický myslitel. 1. vyd. Praha: ARSCI, 2011. 254 s. ISBN 978-80-7420-023-6.
- NEUDORFLOVÁ-LACHMANOVÁ, Marie. Česká historie – po stopách demokratizace před r. 1918. Beau Bassin: GlobeEdit, [, 2019. 151 s. ISBN 978-613-9-41680-6.
- NEUDORFLOVÁ-LACHMANOVÁ, Marie. Masaryk - demokrat: od České otázky k ženskému hnutí a Nové Evropě. 1. vyd. Praha: Novela bohemica, 2016. 270 s. ISBN 978-80-87683-55-2.

Podstatně se podílela na vydání Masarykova Spisu č. 27: MASARYK, Tomáš Garrigue. Demokracie v politice: texty z let 1907–1910. Překlad Jana Malínská. 1. vyd. Praga: Ústav T. G. Masaryka, 2020. 854 s. (Spisy T. G. Masaryka; sv. 27). ISBN 978-80-86142-33-3.

### Odborné články
- The Young Czech Party and Modernizaion of Czech Schools in the 1890‘s. East Central Europe. Vol. 13., 1983, No. 1, p. 1–27
- Masarykovo pojetí demokracie, jeho historické kořeny a jeho časovost. K dalšímu vzdělávání učitelů dějepisu. Sborník. Praha: PF UK, 1992
- Je historie důležitá? K dalšímu vzdělávání učitelů dějepisu. Sborník. Praha: PF UK, 1992
- K opomíjené historii českých žen před r. 1914. Dějiny a jejich přítomnost. Sborník pro učitele dějepisu. Praha Porta linguarum 1996
- Interpretace Masarykova světoobčanství. T. G. Masaryk, idea demokracie a současné světoobčanství. Sborník. Praha: Filozofia 2000. ISBN 80-7007-143-5
- Masaryk a Havlíček -- význam tisku pro demokracii. T. G. Masaryk a československá státnost. Sborník. Praha: Porta linguarum 2001
- Masarykova kritika marxistických názorů na ženskou otázku. T. G. Masaryk a sociální otázka. Sborník. Masarykovo muzeum v Hodoníně 2002
- Hrátky s osvícenstvím v soudobých názorech – typické příklady. Spory o dějiny IV. Sborník kritických textů. Praha: Masarykův ústav AV ČR 2003. ISBN 8086495167
- Pokusy o reinterpretaci dějin – obvykle používané metody. Spory o dějiny IV. Sborník kritických textů. Praha: Masarykův ústav AV ČR 2003. ISBN 8086495167
- Moderní demokratický systém jako souhrn nezastupitelných hodnot. Lidské systémy. Sborník XXXVI. Univerzita Hradec Králové 2004. ISBN 8086771083
- Začátek devadesátých let přelomem v Masarykově pohledu na postoj rakouských Němců k existenci Rakouska-Uherska . Češi a Němci v pojetí a politice T. G Masaryka. Sborník:. Praha: Masarykův ústav AV ČR. Praha 2004
- Postmoderní pokusy o změny přístupů k historii. In: Výuka dějepisu a významná témata historie. Sborník přednášek. Praha: Nakladatelství Karolinum 2005, s. 151–162. ISBN 8024610221
- Postmodernismus – Útok proti systémové interpretaci dějin. In Systémová pedagogika. Sborník Systémová pedagogika, Univerzita Hradec Králové, 21. IV. 2005. XXXVII. s. 26–30. ISBN 8086771113
- Masarykův návrat ke Karlu Havlíčkovi. T. G. Masaryk ve sporech 1886-1896 (od Rukopis§ ke Karlu Havlíčkovi). Sborník. Masarykovo muzeum v Hodoníně 2006
- The Concept of Democracy in the Political Thought of T. G. Masaryk. Zbornik izbranih predavanj. Ljublana 2004–2006, č. 5. Ljubljana 2006, ISBN 9789616568951
- Problematika historického a přirozeného práva v názorech T. G. Masaryka. Na pozvání Masarykova ústavu. Praha: Masarykův ústav- Archiv AV ČRm 2007, ISBN 9788086495378
- Karel Havlíček, T. G. Masaryk a demokracie. Sborník Památníku národního písemnictví věnovaný Karlu Havlíčkovi, Praha 2006
- Masarykův návrat k Havlíčkovi. T. G. Masaryk ve sporech 1886–1896 (od Rukopisů ke Karlu Havlíčkovi). ISBN 80903628-6-9, Hodonín: Masarykovo muzeum v Hodoníně, 2008
- Patočkovo nepochopení T. G. Masaryka v 70. letech. Jan Patočka, české dějiny a Evropa: sborník referátů z vědecké konference konané ve dnech 1. a 2. června 2007 ve Vysokém nad Jizerou. Litoměřice. Semily: Státní okresní archiv, 2007. ISBN 9788086254166, ISSN 1211-975X
- Problematika historického a přirozeného práva v názorech T. G. Masaryka. Na pozvání Masarykova ústavu. 4. Praha: Masarykův ústav–Archiv AV ČR, v.v.i. 2007 ISBN 9788086495378
- Sdílené názory českého ženského hnutí s Bertou Suttnerovou. In: Berta Suttnerová. Život pro mír. Praha: Pedagogické muzeum J. A. Komenského 2007
- Zapomenutý koncept Masarykovy humanitní demokracie“. 19. století v nás (Modely, instituce a reprezentace, které přetrvaly). Sborník. Praha: Historický ústav AV ČR 2008. ISBN 9788072861392
- T. G. Masaryk – obránce náboženství, kritik klerikalismu. Variety české religiozity v !dlouhé“ 19. století (1780-1918). Ústí nad Labem 2010. ISBN 9788086971872
- T. G. Masaryk, Jan Hus a filosofie českých dějin. Jan Hus – osobnost napříč stoletími. Sborník, Muzeum TGM, Lána 2016
- Ideové předpoklady Masaryka pro jeho vstup do politiky roku 1891. Valašsko, Masaryk a vznik Československa. Sborník. Valašské Meziříčí 2018. ISBN 978-80-270-5075-8
- Příspěvek T. G. Masaryka před rokem 1914 k rozvinutí podmínek k vytvoření demokratického Československa. Sto let vzniku Československa – 1918/2018. Sborník. Plzeň 2019
- Filosofické a hodnotové základy Masarykova pojetí státnosti. Od české otázky k Nové Evropě. 100 rokov od Vzniku ČSR. Sborník. Banská Bystrica 2019
- Širší kontext zřetelného odcizení českých a slovenských vojínů v rakouské armádě za 1: světové války. Ať žije republika 1918-2021. Sborník. Česká obec legionářů 2020
- Masarykova cesta k odboji před rokem 1914. Věrni zůstaneme. K 100. výročí československého odboje. Sborník. Brno: PFMU 2014. ISBN 9788090585003
- Problém vztahu Evropské unie a kulturní úrovně národních států. Věrni zůstaneme. K 100. výročí československého odboje. Sborník. Brno: PFMU 2014. ISBN 9788090585003

- T. G. Masaryk a jeho idea humanitní demokracie. Živé hodnoty Masarykova Československa pro 21. století. Sborník- Brno: PFMU 2018. ISBN 978-80-254-4000-1
- Publikuje též v různých internetových časopisech, jako např.: Media Res, Parlamentní listy, České národní listy, Nová republika.

### Sborníky
- Masaryk and the Women’s Question. T. G. Masaryk (1850-1937). Vol I: Thinker and Politician. Sborník z ingerence v Londýně 1986. London School of Economics 1990
- Je historie důležitá? K dalšímu vzdělávání učitelů dějepisu. Sborník. Praha: PF UK, 1992
- Masarykovo pojetí demokracie, jeho historické kořeny a jeho časovost. K dalšímu vzdělávání učitelů dějepisu. Sborník. Praha: PF UK, 1992
- Pokusy o reinterpretaci dějin – obvykle používané metody. Spory o dějiny IV. Sborník kritických textů. Praha: Masarykův ústav AV ČR 2003.
- „Národní identita a integrita v kontextu demokracie. Shrnutí hlavních rysů podstaty problémů v současnosti.“ In: Koncipování budoucnosti v Evropě. Praha: Občanská futurologická společnost, 2004. ISBN 8090344003
- Sokol a aktuálnost jeho demokratických tradic. Sokolství – občanská společnost – sjednocující se Evropa. (Ed.) Bohuslav Hodaň. Olomouc: UPO, fakulta tělesné kultury, 2004, ISBN 8085783541
- Filozofické pozadí a vlivy na přístupy Alice Masarykoé k otázkám veřejného zájmu. Červený kríž, Alice Masaryková a Slovensko. Ed. Zora Mintalová. Bratislava: Slovenský červený kríž 2006. ISBN 809695508X
- The Political–Intellectual Reasons for Migration in the Second Half of the 19th century: Typical Cases of Czech Women in the Austro–Hungarian Empire. Dve domoviny. Rozprave o Ozseljenstvu. Two Homelands. Migration Studies. Roč. 23, 2006. Ljubljana: The Institute for Slovenian Emigration Studies at the ZRC SAZU. ISSN 0352-5600
- Masarykovo pojetí humanitní demokracie versus liberální. Tomáš Garrigue Masaryk - dílo a odkaz pro naši dobu. Studia X. České Budějovice: VŠERS, 2006. ISBN 80-86708-22-5
- Mistr Jan Hus a česká reformace v pojetí T. G. Masaryka. Sborník. Jan Hus 600 let. Impress 2015. ISBN 9788090342743
- Jeroným Pražský – trvalé poučení z historie. Jeroným pražský 600 let. Sborník. Impress, CSS 2017. ISBN 9788090342743

### Periodika
- Postmodernismus, mythy a širší souvislosti. Literární noviny, XV, č. 14, 29. 3. 2004, s. 1 a 4; Odpověď postmodrnistům.“ In: Literární noviny, Roč. XV, č. 20, 17. 5. 2004, s. 2
- T. G. Masaryk a evropanství!. Čas: časopis Masarykova demokratického hnutí, č. 60, srpen 2004, ISSN 1210-1648
- T. G. Masaryk a otázky etické. Čas: časopis Masarykova demokratického hnutí, č. 67, září 2005, s. 1–3. ISSN 1210-1648
- T. G. Masaryk a otázky etické. Čas: časopis Masarykova demokratického hnutí. červenec 2005, č. 66 a č. 67, září 2005, ISSN 1210-1648
- T. G. Masaryk a jeho politické principy. Čas: časopis Masarykova demokratického hnutí.. č. 69, březen 2006, č. 70, duben,. ISSN 1210-1648
- Chcete-li zničit národ, zbavte ho jeho kořenů. Kostnické jiskry. Evangelický týdeník, roč. 91, 2006, č. 20, 7. 6.
- Až český novinář z Havlíčka bude hledat poučení.: Čas. Časopis Masarykova demokratického hnutí. 1. část: Červen 2006, č. 71; 2. část: Září, č. 72
- T. G. Masaryk: „Žurnalistu, jakým byl Havlíček, může nám cizina závidět“. Masarykův lid. XII, č. 3, září 2006
- Nezastupitelné hodnoty kulturního a politického dědictví českého národa. Metodické Listy. Příloha časopisu Sokol. Časopis České Obce Sokolské. Roč. 64. březen 2007, ISSN 0489-6718
- Potřeba návratu k Masarykově Humanitní demokracii. Čas: časopis Masarykova demokratického hnutí, č. 78–79. září-říjen 2007. ISSN 1210-1648. Reg. Č. Min. kultury ČR 7435

### Rozhlas, TV
- ČT 24, 25. 5. 2006. Účast v pořadu Historický magazín. Společenský a sociální kontext Amerického klubu dam. Vysíláno několikrát.
- Interview s Jurajem Szántó: Profesor Masaryk, jeho stúpenci a ČAS. Slovenské dotyky. Magazím Slovákov v ČR. XII, č. 4, duben 2007, s. 16. IČO: 65398777